# Raków (powiat wrocławski)
Raków – wieś w Polsce położona w województwie dolnośląskim, w powiecie wrocławskim, w gminie Długołęka.

## Podział administracyjny
W latach 1975–1998 miejscowość należała administracyjnie do województwa wrocławskiego.

## Historia
Pierwotnie miejscowość nazywała się Rutzkawa, a pierwsza wzmianka o miejscowości jest z 1292 roku. Nazwa miejscowości pochodzi od polskiego słowa rak. Pierwszym udokumentowanym właścicielem wsi był Mateusz von Falkenberg. Później została przejęta przez książąt Oleśnickich, a następnie przez rodzinę von Kesselów. W drugiej połowie XVIII wieku został wybudowany pałac, który został zniszczony w 1945 roku. Kesselowie utworzyli także ordynację rakowską do której należały: Raków, Bielawa, Mydlice, Nowy Dwór i Piszkawa. We wsi funkcjonowała szkoła, której istnienie została udokumentowane w 1863 roku. Wieś posiadała młyn z 1785 roku, tłocznie oleju i karczmę z 1845 roku

## Krótki opis
Mijając Raków i wjeżdżając do lasu po około 3 km dojedziemy do starej miejscowości, która nazywała się kiedyś Najhov, a która teraz na mapach określana jest jako Nowy Dwór. Obecnie nie jest to odrębna miejscowość, a integralna część Rakowa.

## Szlaki turystyczne
- Szlak dookoła Wrocławia im. doktora Bronisława Turonia[4]